# М’Феде, Луи-Поль
Луи́-Поль М’Феде́ (фр. Louis-Paul M'Fédé; 26 февраля 1961, Яунде — 10 июня 2013, там же) — камерунский футболист, полузащитник. Играл за камерунский «Канон Яунде» и французский «Ренн». Участник двух чемпионатов мира.
Скончался 10 июня 2013 года от лёгочной инфекции.

## Биография
Луи-Поль М’Феде родился 26 февраля 1961 года в Яунде, он является воспитанником «Канон Яунде», с которым дебютировал в чемпионате Камеруна в 1980 году, играл вместе с Теофилем Абегой и Эмманюэлем Кюнде. В 1982 году он выиграл с клубом титул чемпиона Камеруна. В 1981 году он играл со сборной Камеруна на молодёжном чемпионате мира в Австралии.
В сезоне 1982/83 его купил французский клуб «Ренн». Он дебютировал за свой новый клуб 9 января 1983 года в победном матче кубка Франции против «Витре», в этой игре он заменил Пьера Ситера. По итогам сезона «Ренн» повысился в классе, в высшей лиге М’Феде сыграл первый матч против «Расинг Париж». Игроку приходилось конкурировать за место на поле с Янником Стопирой, Джэки Шарье и Влодзимежем Мазуром, он сыграл с десяток игр в том сезоне, часто выходил в составе дубля в третьем дивизионе, а по итогам сезона «Ренн» вылетел в Лигу 2. Тем не менее, это не помешало ему поучаствовать в футбольном турнире на Олимпийских играх 1984 года в Лос-Анджелесе. Сыграв два из трёх матчей группового этапа, он забил гол в матче против Канады.
В 1984/85 сезоне после того, как Пьер Моска заменил Жана Венсана на посту тренера, М’Феде стал чаще выходить на поле, он сыграл 35 матчей, в основном выходя в основе вместе с Марио Рельми, Джэки Шарье и Фаресом Бусидрой. М’Феде забил четыре гола в том сезоне, а также внёс вклад в возвращение своей команды в высшую лигу, в том числе реализовал свой удар в серии пенальти в матче плей-офф за повышение против «Руана». В сезоне 1985/86, однако, он проиграл конкуренцию за место в основе бельгийцу Эдди Вордеккерсу и начал регулярно играть за резерв. В марте 1986 года он присоединился к сборной на Кубке африканских наций. В ходе турнира он забил два гола в матче против Замбии, но он и его команда уступили в финале по пенальти Египту. Следующий сезон был него последним с «Ренном». Проведя большую часть сезона на скамейке, несмотря на трудности «Ренна» в чемпионате, он был уволен в январе 1987 года через восемь дней после возвращения из отпуска.
Затем Луи-Поль М’Феде вернулся в Камерун, где снова стал в ряды своего бывшего клуба «Канон Яунде». В марте 1988 года он и сборная Камеруна выиграли Кубок африканских наций, победив в финале Нигерию, единственный гол с пенальти забил Эмманюэль Кюнде. Он со сборной квалифицировался на чемпионат мира по футболу 1990 года в Италии и помог Камеруну дойти до четвертьфинала, сыграв в каждом из пяти матчей сборной. Он играл в центре поля в паре с Сириллом Маканаки.
После мундиаля Луи-Поль М’Феде попытался вернуться в Европу. В сезоне 1990/91 он был отдан в аренду в испанский клуб «Фигерас». Он сыграл 23 матча во втором дивизионе, но клуб не смог повыситься в Ла Лигу. М’Феде вернулся в Яунде и выиграл с клубом второй чемпионский титул в 1992 году. Он играл до 1994 года и продолжает участвовать в это время в матчах за сборную Камеруна. Таким образом, он принял участие в Кубке африканских наций 1992 года и чемпионате мира 1994 года.
По окончании карьеры он тренировал «Пантер дю Нде» и свой бывший клуб «Канон Яунде».
10 июня 2013 года он умер от лёгочной инфекции в больнице Яунде.

## Достижения
Камерун
- Кубок африканских наций:
  - Победитель: 1988
  - Финалист: 1986

 Канон Яунде
- Чемпионат Камеруна:
  - Чемпион: 1982, 1992

 Ренн
- Лига 2:
  - Победитель: 1983